# 橋はどこにあるの
「橋はどこにあるの」（はしはどこにあるの）は、木根尚登が1995年11月1日にリリースした5枚目のシングル。

## 概要
3枚目のアルバム「liquid sun」の先行シングル。C/Wの「風　太陽　海」は、木根が司会を務めたNHK教育「日曜ソリトン 夢ときどき晴れ!」テーマソング。テレビで使用されたものとアレンジが大きく異なっている。

## 収録曲
作曲：木根尚登
1. 橋はどこにあるの
  - 作詞：戸沢鴨美　編曲：奈良部匠平
2. 風　太陽　海
  - 作詞：木根尚登　編曲：嶋田陽一
3. 橋はどこにあるの（オリジナル・カラオケ）